# Dracula ripleyana
Dracula ripleyana es una especie de orquídea epifita. Es originaria de Costa Rica.

## Descripción
Es una orquídea de tamaño pequeño, con hábito de epifita y con ramicaules delgados, erguidos, que están envuelto basalmente por 2-3 vainas sueltas, tubulares y que llevan una sola hoja, apical, erecta, delgadamente coriáceas, carinada, estrechamente elíptica, aguda, que se estrecha gradualmente abajo en la base peciolada conduplicada. Florece en la primavera y el verano en una inflorescencia delgada, más o menos horizontal, de 8 a 20 cm de largo, suelta, florecida sucesivamente derivada de la parte baja en el ramicaule y lleva  una bráctea floral tubular.

## Distribución y hábitat
Se encuentra en Costa Rica.  

## Taxonomía
Dracula ripleyana fue descrita por Carlyle A. Luer y publicado en Selbyana 5(2): 147–148. 1979.
Etimología
Dracula: nombre genérico que deriva del latín y significa: "pequeño dragón", haciendo referencia al extraño aspecto que presenta con dos largas espuelas que salen de los sépalos.
ripleyana; epíteto otorgado en honor de Ripley, un entusiasta de las orquídeas estadounidense de los años 1900.